# María Lorena Ramírez
Pour les articles homonymes, voir Ramírez.
María Lorena Ramírez, parfois simplement appelée Lorena Ramírez, est une coureuse de fond et d'ultrafond mexicaine, née le 1er janvier 1995 à Guachochi (en), dans l'État de Chihuahua. Elle appartient à l'ethnie tarahumara (ou rarámuri). 
Elle est mondialement connue depuis 2017, quand elle remporte l'UltraTrail Cerro Rojo, une course d'ultra-marathon de 50 kilomètres, dans un temps de 7 h 20 min 00 s, accompli en sandales et sans équipement sportifs techniques (textiles, chaussettes). 
Malgré ses exploits athlétiques, la classe politique ne lui accorde pas le soutien attendu. En revanche, à chaque fois qu'elle remporte une course de plus, ses compatriotes mexicains lui font un triomphe. 
Elle est devenue un modèle pour des centaines d'enfants rarámuris, décidés à suivre ses pas, en parcourant les sentiers des montagnes de la Sierra de Chihuahua.

## Biographie
María Lorena Ramírez Hernández est née et a grandi dans la localité Ciénaga de Noragachi, dans le canton de Guachochi. Elle habite avec son frère Mario, à Rejocochi. Elle appartient à une communauté indigène mexicaine, les Rarámuri (ou Tarahumaras), connue historiquement pour sa résistance et pour ses aptitudes physiques à courir de longues distances. De fait, le terme rarámuri signifie « pieds légers »,,,. Bergère, elle mène ses chèvres pendant 10 à 15 km par jour. Son activité pastorale est de fait inséparable des exercices physiques qu'elle s'impose.
La pratique de la course est une affaire de famille : son frère, son père et son grand-père ont aussi été coureurs, et son frère, Mario, participe aux mêmes courses qu'elle. María Lorena a aussi participé à des courses de longues distances (100 km) et figure dans les premières arrivées.

## Parcours de compétitrice
À l'invitation directe de l'organisateur de la course, elle réalise sa première compétition en dehors de son pays (le CajaMar Tenerife Bluetrail) en Europe le 10 juin 2017, dans l'île de Tenerife (Canaries, Espagne). 
Malheureusement, elle dut renoncer à cette course à cause d'une forte douleur au genou, tandis qu'elle avait déjà effectué plus de la moitié de la distance totale (100 km). 
En 2018, Lorena participe à nouveau au Tenerife Bluetrail et enfonce le clou en terminant à la troisième place de la catégorie Senior. Cet exploit lui vaut la reconnaissance internationale : elle est couverte d'éloges, étant par exemple qualifiée comme étant « la Rarámuri qui a conquis Tenerife ». Sa participation et sa victoire à une compétition de 102 kilomètres dans l'île espagnole est une révélation pour le monde entier.
Elle a été 5e meilleure femme et figure à la 110e place au classement général de l'ultra-marathon.
Autant que possible, elle préfère courir en sandales et vêtements traditionnels typiques de sa communauté. Elle a même rejeté les offres commerciales d'importantes marques pour qu'elle porte leur matériel sportif.
« Tout au long de son parcours, Lorena a remporté les premières places des courses les plus fameuses des Barrancas del Cobre, une chaîne de montagnes qui part de la Sierra Madre Occidentale, en surpassant des coureuses réputées pour leur rigueur d'entraînement et qui étaient sponsorisées par des marques commerciales ».
Après ses prouesses, des personnes et des organisations souhaitèrent soutenir économiquement Lorena Ramírez dans sa prometteuse carrière d'athlète professionnelle : à 24 ans, la jeune athlète laisse entrevoir un potentiel physique hors du commun. 
Elle figure en couverture de la revue Vogue (édition Mexique) en octobre de 2019 (numéro anniversaire la revue spécialisée dans les interviews de célébrités).
Lorena Ramírez n'utilise ni running, ni vêtement sportif technique ni gadgets pour courir, mais elle a gagné cinq fois un ultra-marathon de 100 km. La coureuse rarámuri est la femme la plus rapide du Mexique.
En décembre 2019, la plateforme Netflix diffuse un documentaire court de Juan Carlos Rolfo réalisé en 2019, relevant autant du portrait que de l'ethnologie, Lorena, la femme aux pieds légers,.

## Palmarès
| Année | Compétition               | Lieu                 | Place | Distance | Temps            |
| ----- | ------------------------- | -------------------- | ----- | -------- | ---------------- |
| 2016  | Ultramaratón Cheval Blanc | Chihuahua            | 2e    | 100 km   |                  |
| 2017  | UltraTrail Colline Rojo   | Tlatlauquitepec      | 1re   | 50 km    | 7 h 20 min 00 s  |
| 2017  | Ultra Marathon Des Canons | Guachochi, Chihuahua | 1re   | 100 km   | 12 h 44 min 22 s |
| 2018  | Ultra Marathon Des Canons | Guachochi, Chihuahua | 2e    | 100 km   | 13 h 26 min 14 s |

### Vidéographie
- Lorena, la femme aux pieds légers (Lorena, la de pies ligeros), court métrage documentaire mexicain de Juan Carlos Rulfo, production No Ficción, distribution Netflix, 2019